# Арслан, Томас
Томас Арслан (нем. Thomas Arslan, род. 16 июля 1962 года, Брауншвейг, ФРГ) — современный немецкий режиссёр турецкого происхождения, представитель «Берлинской школы» (сам термин появился в 2001 году в рецензии кинокритика Райнера Ганзеры именно на фильм Арслана «Прекрасный день»), лауреат международных кинофестивалей.

## Биография
Мать режиссёра — немка, отец — турок. С 1963 по 1967 год жил с родителями в Эссене, а с 1967 по 1971 год в Анкаре (Турция), в 1971 году вновь вернулся в Германию (Эссен). После окончания школы прошёл альтернативную службу на общественных работах в Гамбурге. В 1985-1986 годах изучал германскую филологию и историю в Мюнхенском университете, но обучение не закончил, поступив в Берлинскую Академию кино и телевидения. В 1992 году окончил Берлинскую Академию кино и телевидения, где проходил обучение у Хартмута Битомски и Харуна Фароки.
Самостоятельную деятельность в режиссуре начал съёмками документального телефильма «Mach die Musik leiser» в 1994 году.
Ранние художественные фильмы режиссёра основаны на событиях жизни турецкой общины. Первые три из них образуют «Берлинскую трилогию», прослеживая различные стадии адаптации турецкой диаспоры к европейскому культурному и правовому пространству. Дебютный фильм — «Братья и сёстры» снят в 1997 году. Центральной проблемой фильма является интеграция турок-иммигрантов второго поколения в окружающую их немецкую среду. Главным препятствием на её пути предстаёт патриархальный отец, жёстко регламентирующий как отношения в семье, так и отношения семьи с окружающим миром. Героем следующего фильма «Дилер» (он был снят в 1999 году) режиссёра стал снова турок-иммигрант, промышляющий розничной продажей героина. Все основные персонажи (сам герой, его девушка, полицейский, крупный наркоторговец, на которого работает герой) фильма — турки, но в создании атмосферы картины, по мнению критиков, режиссёр ориентировался на образный мир и христианские ценности фильмов Робера Брессона. За этот фильм режиссёр получил две награды на Берлинском международном фестивале (Приз ФИПРЕССИ и Экуменического жюри). Третий фильм «Берлинской трилогии» «Прекрасный день» ориентирован на художественные образы Эрика Ромера (главная героиня даже дублирует на немецкий язык его фильм «Летняя сказка»).
В 2006 году Арслан снял документальный фильм о родине своего отца под названием «Издалека». Картина рассказывает о повседневной жизни Турции. Режиссёр снимал турецкую провинцию от побережья Эгейского моря до курдских районов и границы с Арменией.
Крупным событием стал снятый в 2010 году фильм «В тени». Сюжет фильма основан на противостоянии только что вышедшего из тюрьмы героя и преступной группировки, к которой он прежде принадлежал. Об этом фильме режиссёр утверждал: 

«Я хотел снять фильм, в котором главное — не содержание, не социальная нагрузка и не психология, а визуальная эстетика. Я хотел снять фильм, который, в первую очередь, надо смотреть. Ведь кино — это визуальное искусство».
Действие фильма «Золото», снятого в 2013 году, происходит в 1897 году в Канаде. Небольшая группа немецких переселенцев в Америку во главе с мошенником, рассчитывающим присвоить их деньги, пытается пробиться к недавно обнаруженным золотым приискам в Доусоне. Сам режиссёр в интервью отмечал черты сходства фильма с «Мертвецом» Джима Джармуша. Фильм вызвал недоумение кинокритиков и прохладное отношение зрителей. Режиссёру не удалось воссоздать ни реалии повседневной жизни, ни характеры времён «Золотой лихорадки» (хотя съёмочная группа утверждала, что фильм основан на дневниковых записях участников освоения золотоносных районов). Тем не менее, высоко были оценены съёмки дикой природы американского Севера. Фильм был представлен в конкурсной программе Берлинского международного кинофестиваля.
В 2004 году режиссёр был членом жюри Международного Форума Нового кино.
С 2007 года Томас Арслан является преподавателем в Берлинском университете искусств.

## Фильмография (в качестве режиссёра кино)
| Год  | Название фильма                                                | Режиссёр | Продюсер | Автор сценария | Награды |
| ---- | -------------------------------------------------------------- | -------- | -------- | -------------- | --- |
| 1990 | 19 Portraits (ФРГ, 20 минут)                                   | Да       |          | Да             | |
| 1991 | Am Rand (ФРГ, 24 минуты, документальный)                       | Да       |          | Да             | |
| 1992 | Im Sommer - Die sichtbare Welt (Германия, 41 минута)           | Да       |          | Да             | |
| 1994 | Mach die Musik leiser (Германия, 85 минут, ТВ фильм)           | Да       |          | Да             | |
| 1997 | Братья и сёстры (Geschwister - Kardesler, Германия, 82 минуты) | Да       |          | Да             | |
| 1999 | Дилер (Dealer, Германия, 74 минуты)                            | Да       |          | Да             | Победитель — Берлинский международный кинофестиваль, FIPRESCI Prize и Prize of the Ecumenical Jury для режиссёра Томаса Арслана                                                   |
| 2001 | Прекрасный день (A Fine Day, Германия, 74 минуты)              | Да       | Да       | Да             | |
| 2006 | Издалека (Aus der Ferne, Германия, 89 минут, документальный)   | Да       | Да       | Да             | |
| 2007 | Каникулы (Ferien, Германия, 91 минута)                         | Да       | Да       | Да             | |
| 2010 | В тени (Im Schatten, Германия, 85 минут)                       | Да       |          | Да             | Победитель — Берлинский международный кинофестиваль, Femina-Film-Prize для Reinhild Blaschke                                                                                      |
| 2013 | Золото (Gold, Германия, Канада, 101 минута)                    | Да       |          | Да             | Номинации — Берлинский международный кинофестиваль в категории Золотой медведь за режиссуру, Puchon International Fantastic Film Festival в категории Best of Puchon за режиссуру |